# Луї Д'ємер
Луї-Жозеф Дьємер (фр. Louis-Joseph Diémer; 14 лютого 1843, Париж — 21 грудня 1919, там само) — французький піаніст і музичний педагог.
Закінчив Паризьку консерваторію, де навчався у Антуана Мармонтеля (фортепіано) та Амбруаза Тома (композиція). Широко гастролював по Європі як соліст і в дуеті з Пабло Сарасате. Для Дьємера написані Симфонічні варіації Сезара Франка, йому присвячені фортепіанний концерт Едуара Лало та Третій концерт Петра Чайковського, у 1903 р. він перший виконав концерт Жуля Массне. Дьємер також був одним з перших піаністів, що повернулися до клавесина; він, зокрема, виступив з циклом клавесинних концертів, приурочених до Всесвітньої виставки 1889 року.
Серед учнів Дьємера в Паризькій консерваторії були Альфред Корто, Ів Нат, Жан Дуаєн, Марсель Дюпре, Лазар Леві, Едуар Ріслер, Альфредо Казелла, Хосе Кубілес, Зигмунт Стоєвський та ін.

## Джерело
1. 1 2  Bibliothèque nationale de France BNF: платформа відкритих даних — 2011.
2. 1 2  SNAC — 2010.
3. 1 2  Deutsche Nationalbibliothek Record #116102977 // Gemeinsame Normdatei — 2012—2016.
4. 1 2 3 4 5  https://web.archive.org/web/20201117184013/https://www.lib.umd.edu/ipam/great-pianistic-traditions/diemer-school/diemer-school
5. ↑  https://web.archive.org/web/20201119204723/https://www.lib.umd.edu/ipam/great-pianistic-traditions/diemer-school/alfred-cortot
6. ↑  https://web.archive.org/web/20201119205129/https://www.lib.umd.edu/ipam/great-pianistic-traditions/diemer-school/robert-casadesus
7. ↑  https://web.archive.org/web/20201119203409/https://www.lib.umd.edu/ipam/great-pianistic-traditions/diemer-school/edouardo-risler
8. ↑  https://web.archive.org/web/20201119204505/https://www.lib.umd.edu/ipam/great-pianistic-traditions/diemer-school/marcel-ciampi
9. ↑  https://web.archive.org/web/20201119204619/https://www.lib.umd.edu/ipam/great-pianistic-traditions/diemer-school/robert-lortat
10. ↑  Diccionario biográfico español — Real Academia de la Historia, 2011.
11. ↑  Bibliothèque nationale de France BNF: платформа відкритих даних — 2011.
12. ↑  CONOR.Sl
13. ↑  Katharine Ellis. Interpreting the Musical Past: Early Music in Nineteenth-Century France [Архівовано 12 жовтня 2013 у Wayback Machine.] — Oxford University Press US, 2005. — Pp. 88-96.